# Derek Luke
Derek Nathanial Luke (Jersey City, Nueva Jersey; 24 de abril de 1974) es un actor estadounidense. Ganó el Premio Independent Spirit al mejor actor por su actuación en la película de 2002 Antwone Fisher: el triunfo del espíritu, su debut en la gran pantalla, dirigida y producida por Denzel Washington.

## Biografía
Luke nació en Jersey City (Nueva Jersey), hijo de la pianista Marjorie Dixon y el exactor Maurice Luke.
En 2001 apareció en la serie de televisión de la NBC Trauma. Interpretó a Ruckus, uno de los miembros del grupo Mayhem en el episodio Mayhem at the Jam Esp de la serie televisiva Moesha, transmitido el 19 de marzo de 2001. 
En 2008 actuó en la película de guerra de Spike Lee Miracle at St. Anna, en sustitución de Wesley Snipes, quien tuvo que dejar la película debido a problemas impositivos.
Interpretó a la contraparte amorosa de Alicia Keys en su video musical Teenage Love Affair y al de Mónica en su video musical So Gone. También interpretó a Sean «Diddy» Combs en la película Notorious (2009) y a James «Boobie» Miles en Friday Night Lights (2004). En 2011 fue parte del elenco en Capitán América: el primer vengador.
En junio de 2011 comenzó a participar de la serie televisiva Hawthorne, de TNT, como Miles Bourdet, un asistente de cirujano de Chicago.

## Filmografía

### Cine
| Año  | Título                                    | Personaje                    | Director              |
| ---- | ----------------------------------------- | ---------------------------- | --------------------- |
| 2015 | Selfless                                  |                              | Tarsem Singh          |
| 2012 | Seeking a Friend for the End of the World | Speck                        | Lorene Scafaria       |
| 2012 | Sparkle                                   | Stix                         | Salim Akil            |
| 2011 | Capitán América: el primer vengador       | Gabe Jones                   | Joe Johnston          |
| 2009 | Madea Goes to Jail                        | Joshua Hardaway              | Tyler Perry           |
| 2009 | Notorious                                 | Sean "Puffy" Combs           | George Tillman, Jr.   |
| 2009 | Miracle at St. Anna                       | 2nd Staff Sgt. Aubrey Stamps | Spike Lee             |
| 2008 | Definitely, Maybe                         | Russell T. McCormack         | Adam Brooks           |
| 2007 | Leones Por Corderos                       | Arian Finch                  | Robert Redford        |
| 2006 | Atrapa el Fuego                           | Patrick Chamusso             | Phillip Noyce         |
| 2006 | Camino a la Gloria                        | Bobby Joe Hill               | James Gartner         |
| 2004 | Spartan                                   | Curtis                       | David Mamet           |
| 2004 | Juego de Viernes en la Noche              | Boobie Miles                 | Peter Berg            |
| 2003 | Pieces of April                           | Bobby                        | Peter Hedges          |
| 2003 | Biker Boyz                                | Kid                          | Reggie Rock Bythewood |
| 2002 | Antwone Fisher: El triunfo del espíritu   | Antwone "Fish" Fisher        | Denzel Washington     |

### Televisión
| Año       | Título                          | Personaje            | Notas |
| --------- | ------------------------------- | -------------------- | ----- |
| 1999—2000 | The King of Queens              | Orderly/Delivery Man |       |
| 2001      | Moesha                          | Ruckus               |       |
| 2010      | Trauma                          | Cameron Boone        |       |
| 2011      | HawthoRNe                       | Dr. Miles Bourdet    |       |
| 2011      | CSI: Crime Scene Investigation  | Paramédico           |       |
| 2017—2019 | 13 Reasons Why                  | Sr. Porter           |       |
| 2017      | The Americans                   | Gregory Thomas       |       |
| 2019      | The Purge (serie de televisión) | Marcus Moore         |       |